# سيمور كراي

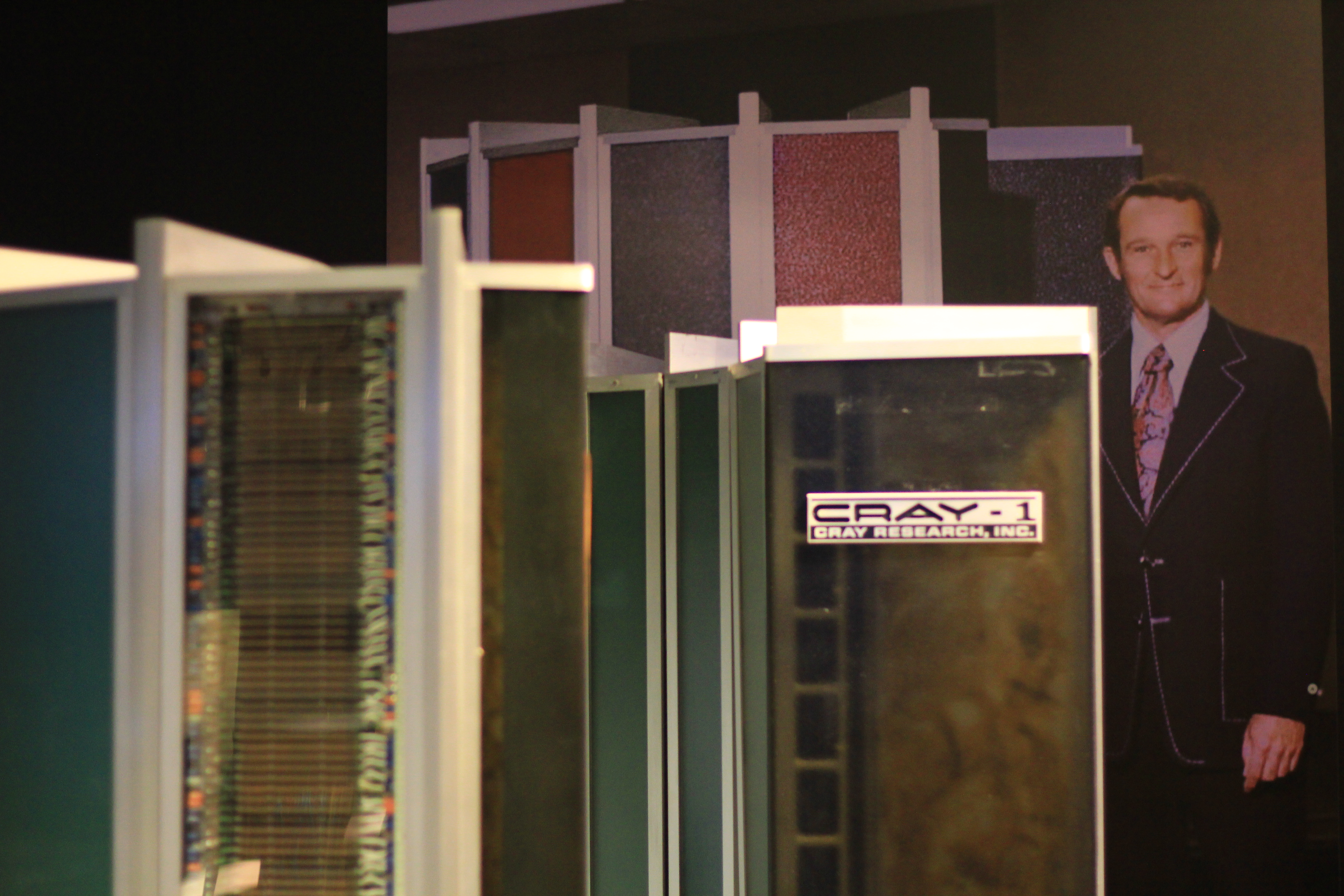
سيمور كراي

سيمور روجر كراي (Seymour Roger Cray) (ولد في 28 من سبتمبر 1925م وتُوفِي في 5 من أكتوبر 1996م) هو مهندس كهرباء أمريكي ومهندس مخطط لأجهزة الحاسوب الفائقة فهو من قام بتصميم سلسلة من أجهزة الحاسوب تُعد الأسرع في العالم لعقود كما أنه أنشأ شركة كراي للحاسوب التي تُصمم العديد من هذه الأجهزة. يُسمى «أبو الحوسبة الفائقة» حيث يُنسب إليه اختراع مجال صناعة الحاسوب الفائق. وقال عنه جويل برنباوم (Joel Birnbaum) ثم مسؤول التكنولوجيا بشركة هوليت باكارد:

## حياته
تخرج كراي من جامعة مينيسوتا عام 1950 بدرجة البكالوريوس في الهندسة الكهربائية. بدأ حياته المهنية في شركة Engineering Research Associates اختصاراً (ERA) ، وهي شركة حواسيب رقمية رائدة. في عام 1957 ، عندما تم الاستحواذ على ERA في سلسلة من عمليات اندماج الشركات ، غادر كراي للمساعدة في تأسيس Control Data Corp. ، التي أصبحت شركة تصنيع أجهزة كمبيوتر رئيسية. هناك قاد كراي تصميم جهاز CDC 1604 وهو أحد أوائل أجهزة الكمبيوتر التي استبدلت الأنابيب المفرغة بترانزستورات أصغر. ساعد لاحقًا في تطوير CDC 6600 ، والذي ظهر  لأول مرة في عام 1964، وقد كان أسرع حاسب في العالم حيث أنه قادر على تنفيذ ثلاثة ملايين عملية فاصلة عائمة في الثانية (FLOPS). أدى CDC 6600 إلى ظهور مصطلح الكمبيوتر العملاق .
في عام 1972 ، ترك كراي Control Data وأسس شركته الخاصة، Cray Research Inc. بهدف بناء أسرع أجهزة كمبيوتر في العالم، تحقق هذا إلى حد كبير من خلال تصميمه المبتكر لأجهزة الكمبيوتر أحادية المعالج، والتي سمحت بمعالجة متزامنة (متوازية). أول كمبيوتر عملاق لشركته ، The Cray-1 ، الذي ظهر عام 1976، كان يمكنه إجراء 240 مليون عملية حسابية في الثانية، وتم استخدامه للتطبيقات العلمية على نطاق واسع، مثل محاكاة الظواهر الفيزيائية المعقدة، وتم بيعه إلى المعامل الحكومية والجامعية. تبع ذلك المزيد من الحواسيب العملاقة، كل منها زادت سرعتها الحوسبية عن سابقتها. استقال كراي من منصبه كرئيس لشركته المتنامية في عام 1981 وأصبح مقاولًا مستقلاً للشركة، حيث قام بتصميم آلات أسرع من أي وقت مضى في مختبره في تشيبيوا فولز.
كان كراي رائدًا في تقسيم الحسابات المعقدة بين معالجات متعددة ، وهو تصميم يُعرف باسم المعالجة المتعددة ، وكان جهاز Cray X-MP الذي قدمه عام 1982 من أولى الآلات التي تستخدم المعالجة المتعددة. في عام 1985 تم طرح Cray-2 في السوق؛ يمكن لهذا الجهاز ، الذي تم تبريده بواسطة سائل إلكتروني فلورينرت ، إجراء 1.2 مليار عملية حسابية في الثانية. كان Cray Y-MP الذي تم طرحه في عام 1988 ، قادرًا على القيام بـ 2.67 مليار عملية حسابية في الثانية. في عام 1989 ، أسس كراي موقع شركة كراي للكمبيوتر. ومع ذلك ، مع تقدم تقنية المعالجات الدقيقة وتراجع الطلب على أجهزة الكمبيوتر العملاقة في حقبة ما بعد الحرب الباردة ، تقدمت شركة Cray Computer بطلب الإفلاس في عام 1995. افتتحت شركة كراي شركة أخرى ، وهي SRC Computers، LLC ، في أغسطس 1996 ، دون أن يشعر بها أحد ، لكنه توفي بعد شهرين في أعقاب حادث سيارة.